# Facultad de Ciencias Económicas (UNER)
La Facultad de Ciencias Económicas es una de las nueve facultades de la Universidad Nacional de Entre Ríos. Se encuentra ubicada en la ciudad de Paraná, provincia de Entre Ríos, Argentina. 

## Historia
La institución comienza bajo el nombre de Escuela Universitaria de Ciencias Económicas en 1966. En ese momento dependía de la Universidad Católica Argentina y recién en 1976 pasaría a integrarse a la Universidad de Entre Ríos.

## Carreras

### De pregrado
- Tecnicatura Universitaria en Gestión y Administración Pública
- Tecnicatura Universitaria en Gestión de Recursos Humanos
- Tecnicatura Universitaria Administrativo Contable
- Tecnicatura en Gestión Universitaria

### De grado
- Contador público
- Licenciatura en economía
- Licenciatura en gestión de las organizaciones
- Licenciatura en gestión de recursos humanos

### Posgrado
- Doctorado en Ciencias Sociales
- Maestría en Política y Gestión Universitaria
- Maestría en Metodologías de la Investigación
- Maestría en Contabilidad
- Maestría en Desarrollo Socioeconómico

## Autoridades
- Decano: Cr. Sebastián Pérez
- Vice Decano: Cra. María de Dios Milocco
- Secretario Económico: Cr. Alexis Bilbao
- Secretario de Planificación y Gestión: Lic. Belén Aguirre
- Secretario de Extensión: Cra. Silvina Ferreyra
- Secretario de Investigación: Lic. Gabriel Weidmann